# Mutamba Kabongo
Mutamba Kabongo (né le 9 décembre 1970 à l'époque au Zaïre, aujourd'hui en République démocratique du Congo) est un joueur de football international congolais (RDC), qui évoluait au poste de défenseur.

## Biographie

### Carrière en sélection
Avec l'équipe du Zaïre puis de la RDC, il joue 7 matchs (pour aucun but inscrit) entre 1996 et 2001.
Il figure dans le groupe des sélectionnés lors des Coupes d'Afrique des nations de 1996 et de 1998. Il se classe troisième de la compétition en 1998.
Il joue également trois matchs comptant pour les tours préliminaires de la coupe du monde, lors des éditions 1998 et 2002.

## Palmarès
AS Bantous
- Championnat du Zaïre (1) :
  - Champion : 1995.
- Coupe du Zaïre :
  - Finaliste : 1994.
- CAN 1998
  - Médaille de bronze